# Plesiothoa australis
Plesiothoa australis är en mossdjursart som beskrevs av Moyano och Gordon 1980. Plesiothoa australis ingår i släktet Plesiothoa och familjen Hippothoidae. Inga underarter finns listade i Catalogue of Life.